# Persone di nome Rolando
| Questa pagina contiene informazioni ricavate automaticamente dalle voci biografiche con l'ausilio del template Bio e di un bot. L'aggiornamento è periodico e automatico e ricostruisce completamente la pagina. Se manca una persona in questa lista, sei pregato di non aggiungerla, ma accertati piuttosto che la sua voce biografica contenga il template Bio e che i dati anagrafici siano correttamente compilati. Se il template Bio manca, inseriscilo tu stesso o, in alternativa, metti l'avviso {{tmp\|Bio}} che ne segnala la mancanza. Se i dati riportati sono sbagliati, correggi direttamente la voce biografica; le modifiche saranno visibili in questa lista entro pochi giorni. Per chiarimenti vedi il progetto antroponimi. La lista contiene solo le 101 persone che sono citate nell'enciclopedia e per le quali è stato implementato correttamente il template Bio. Pagina aggiornata al 23 mag 2025. |

Questa è una lista di persone presenti nell'enciclopedia che hanno il nome Rolando, suddivise per attività principale.

## Allenatori di calcio(5)
- Rolando Bianchi, allenatore di calcio e ex calciatore italiano (Lovere, n. 1983)
- Hernán Cristante, allenatore di calcio e ex calciatore argentino (La Plata, n. 1969)
- Rolando Maran, allenatore di calcio e ex calciatore italiano (Trento, n. 1963)
- Rolando Ribera, allenatore di calcio e ex calciatore boliviano (Trinidad, n. 1983)
- Rolando Rossi, allenatore di calcio e calciatore italiano (Ancona, n. 1922 - Falconara Marittima, † 2017)

## Architetti(1)
- Rolando Pagnini, architetto italiano (Sambuca Pistoiese, n. 1911 - † 1965)

## Artisti(1)
- Rolando Mignani, artista e poeta italiano (Genova, n. 1937 - Milano, † 2006)

## Attori(1)
- Rolando Ravello, attore, regista e sceneggiatore italiano (Roma, n. 1969)

## Baritoni(1)
- Rolando Panerai, baritono e regista teatrale italiano (Campi Bisenzio, n. 1924 - Firenze, † 2019)

## Beati(1)
- Rolando de' Medici, beato italiano (Castello di Bargone, † 1386)

## Botanici(1)
- Rolando Napoleone Bonaparte, botanico e geografo francese (Parigi, n. 1858 - Parigi, † 1924)

## Calciatori(26)
- Rolando Aarons, calciatore giamaicano (Kingston, n. 1995)
- Rolando Abreu, calciatore cubano (Santiago de Cuba, n. 1992)
- Rolando Algandona, calciatore panamense (Panama, n. 1989)
- Rolando Álvarez, ex calciatore venezuelano (Valera, n. 1975)
- Rolando Blackburn, calciatore panamense (Panama, n. 1990)
- Rolando Bogado, ex calciatore paraguaiano (Villarrica, n. 1984)
- Rolando Botello, calciatore panamense (Panama, n. 1991)
- Rolando Camurri, calciatore italiano (Pianosa, n. 1904 - Modena, † 1980)
- Rolando Cedeño, ex calciatore guatemalteco (n. 1971)
- Rolando Coimbra, ex calciatore boliviano (Montero, n. 1960)
- Rolando Escobar, ex calciatore panamense (Panama, n. 1981)
- Rolando García Guerreño, calciatore paraguaiano (San Estanislao, n. 1990)
- Rolando García, ex calciatore cileno (Santiago del Cile, n. 1942)
- Rolando Irusta, calciatore argentino (Buenos Aires, n. 1938 - Azul, † 2012)
- Rolando Mandragora, calciatore italiano (Napoli, n. 1997)
- Rolando Marchetti, ex calciatore italiano (Sinalunga, n. 1946)
- Rolando Marianelli, calciatore italiano (Piombino, n. 1908 - Piombino, † 1981)
- Bruno Martins Indi, calciatore portoghese (Barreiro, n. 1992)
- Roly Paniagua, ex calciatore boliviano (Santa Cruz de la Sierra, n. 1966)
- Rolando, ex calciatore capoverdiano (São Vicente, n. 1985)
- Rolando Schiavi, ex calciatore argentino (Lincoln, n. 1973)
- Rolando Spanevello, calciatore e politico italiano (Valdagno, n. 1927 - Valdagno, † 2012)
- Rolando Tortora, calciatore uruguaiano (Montevideo, n. 1912)
- Rolando Ugolini, calciatore italiano (Lucca, n. 1924 - Edimburgo, † 2014)
- Rolando Vicovaro, ex calciatore italiano (Valmontone, n. 1927)
- Rolando Zárate, ex calciatore argentino (Haedo, n. 1978)

## Cantautori(1)
- Rolando Alarcón, cantautore, musicista e compositore cileno (Sewell, n. 1929 - † 1973)

## Cestisti(8)
- Rolando Blackman, ex cestista, allenatore di pallacanestro e dirigente sportivo panamense (Panama, n. 1959)
- Rolando Etchepare, cestista cileno (Concepción, n. 1929 - Concepción, † 2004)
- Rolando Frazer, ex cestista panamense (Panama, n. 1958)
- Rolando Hammer, cestista cileno (n. 1921 - Valparaíso, † 1987)
- Rolando Hourruitiner, ex cestista e allenatore di pallacanestro portoricano (Río Piedras, n. 1975)
- Rolando Howell, cestista statunitense (Columbia, n. 1982 - Charlotte, † 2016)
- Rolando Rocchi, cestista e allenatore di pallacanestro italiano (Roma, n. 1936 - † 1983)
- Rolando Ferreira, ex cestista brasiliano (Curitiba, n. 1964)

## Chimici(1)
- Rolando Rigamonti, chimico italiano (Milano, n. 1909 - Roma, † 2008)

## Condottieri(1)
- Rolando il Magnifico, condottiero e politico italiano (Polesine Parmense, n. 1393 - Busseto, † 1457)

## Critici letterari(1)
- Rolando Damiani, critico letterario, traduttore e italianista italiano (Venezia, n. 1949)

## Dirigenti sportivi(1)
- Rolando Fonseca, dirigente sportivo e ex calciatore costaricano (San José, n. 1974)

## Generali(2)
- Rolando Mosca Moschini, generale italiano (Terni, n. 1939)
- Rolando de' Rossi, generale italiano (Parma - Padova, † 1345)

## Giocatori di baseball(1)
- Rolando Arrojo, giocatore di baseball cubano (n. 1968)

## Giocatori di calcio a 5(1)
- Rolando Valverde, ex giocatore di calcio a 5 costaricano (n. 1969)

## Giocatori di curling(1)
- Rolando Cavallo, ex giocatore di curling e dirigente sportivo italiano (San Candido, n. 1974)

## Giocatori di football americano(1)
- Rolando McClain, giocatore di football americano statunitense (Athens, n. 1989)

## Giornalisti(1)
- Rolly Marchi, giornalista e scrittore italiano (Lavis, n. 1921 - Milano, † 2013)

## Giuristi(2)
- Rolando da Piazzola, giurista, umanista e politico italiano (Padova - † 1325)
- Rolando Quadri, giurista italiano (San Casciano dei Bagni, n. 1907 - Roma, † 1976)

## Hockeisti su ghiaccio(1)
- Rolly Benvenuti, ex hockeista su ghiaccio e personaggio televisivo italiano (Bolzano, n. 1950)

## Imprenditori(1)
- Rolando Bugatti, imprenditore italiano (Dorlisheim, n. 1922 - Aix-en-Provence, † 1977)

## Latinisti(1)
- Rolando Ferri, latinista e filologo classico italiano (n. 1968)

## Medici(2)
- Rolando dè Capelluti, medico italiano (Parma)
- Rolando Capelluti, medico e chirurgo italiano (Parma - Bologna)

## Mezzofondisti(1)
- Rolando Vera, ex mezzofondista e maratoneta ecuadoriano (Cuenca, n. 1965)

## Militari(1)
- Rolando Ricci, militare e aviatore italiano (Rivarolo Ligure, n. 1913 - Milano, † 1962)

## Musicisti(2)
- Rolando Omar Benenzon, musicista e psichiatra argentino (Buenos Aires, n. 1939)
- Rolando Biscuola, musicista italiano (Merano, n. 1964)

## Nobili(3)
- Rolando II Pallavicino, nobile italiano (Cortemaggiore, n. 1425 - Cortemaggiore, † 1509)
- Rolando Persico, nobile e condottiero italiano (Cremona)
- Rolando I Rátót, nobile ungherese

## Pallanuotisti(1)
- Rolando Alvarez da Cruz, pallanuotista brasiliano (Rio de Janeiro, n. 1930 - Rio de Janeiro, † 1987)

## Pallavolisti(1)
- Rolando Cepeda, pallavolista cubano (Sancti Spíritus, n. 1989)

## Partigiani(1)
- Rolando Vignali, partigiano e artigiano italiano (Vigatto, n. 1920 - Luneto di Bore, † 1944)

## Pianisti(1)
- Rolando Nicolosi, pianista e compositore argentino (Rosario di Santa Fe, n. 1934 - Roma, † 2018)

## Politici(5)
- Rolando Fontan, politico italiano (Transacqua, n. 1961)
- Rolando Nannicini, politico italiano (Montevarchi, n. 1946)
- Rolando Picchioni, politico italiano (Como, n. 1936 - Torino, † 2023)
- Rolando Tamburini, politico e sindacalista italiano (Piombino, n. 1923 - Piombino, † 2012)
- Rolando Zapata Bello, politico messicano (Mérida, n. 1968)

## Pugili(3)
- Rolando Garbey, pugile cubano (Santiago di Cuba, n. 1947 - L'Avana, † 2023)
- Rolando Navarrete, ex pugile filippino (General Santos, n. 1957)
- Rolando Romero, pugile statunitense (Las Vegas, n. 1995)

## Registi(2)
- Rolando Colla, regista e sceneggiatore svizzero (Sciaffusa, n. 1957)
- Rolando Stefanelli, regista e sceneggiatore italiano (n. 1959 - † 2025)

## Rivoluzionari(1)
- Rolando Cubela Secades, rivoluzionario cubano (Cienfuegos, n. 1932 - Miami, † 2022)

## Rugbisti a 15(1)
- Rolando Martín, ex rugbista a 15, allenatore di rugby a 15 e imprenditore argentino (Maryland, n. 1968)

## Sassofonisti(1)
- Rolando Alphonso, sassofonista giamaicano (L'Avana, n. 1931 - Los Angeles, † 1998)

## Schermidori(2)
- Rolando Rigoli, ex schermidore italiano (Livorno, n. 1940)
- Rolando Tucker, schermidore cubano (L'Avana, n. 1971)

## Sciatori alpini(1)
- Rolando Zanni, sciatore alpino e sciatore di velocità italiano (Abetone, n. 1914 - Breuil-Cervinia, † 2000)

## Scultori(1)
- Rolando Filidei, scultore italiano (Navacchio, n. 1914 - Rosignano, † 1980)

## Tennisti(1)
- Rolando Del Bello, tennista italiano (Roma, n. 1925 - Nerviano, † 2002)

## Tenori(2)
- Rolando Massaro, tenore italiano (Matino, n. 1927 - Galatina, † 2006)
- Rolando Villazón, tenore messicano (Città del Messico, n. 1972)

## Teologi(1)
- Rolando da Cremona, teologo italiano (Cremona - † 1259)

## Vescovi(1)
- Rolando di Sutri, vescovo italiano

## Vescovi cattolici(1)
- Rolando, vescovo cattolico italiano

## Senza attività specificata(3)
- Rolando Rivi, italiano (Castellarano, n. 1931 - Monchio, † 1945)
- Rolando il Petomane, giullare inglese
- Rolando Sarabia, ex ballerino cubano (L'Avana, n. 1982)